# 段偃师
段偃师（?—?），齐州临淄县（今山东省淄博市临淄区）人，凌烟阁功臣段志玄的父亲。
段偃师的五世祖北魏晉興郡太守段紛，父亲段瑗是北齐平陵县令。段偃师在隋朝末年担任太原郡司法书佐，跟随李渊起兵，官至太子家令、散骑常侍、郢州刺史、益都县开国公，死后赠洪州都督、八州诸军事，谥信公。

## 子
- 段会，字志合，唐朝初年，授朝散大夫。以功拜志节车骑将军。后以守浩州之功，授开府仪同，拜左骁卫朔坡府折冲都尉、曲沃县开国男。永徽三年七月十七日（652年8月26日）终于尚书省司勋第，春秋五十九。葬洛阳邙山。
- 段志玄
- 段志感，贞观十六年段志玄临终前被太宗授予五品左卫郎将。